# تحقیقی در آثار ریاضی ابوریحان بیرونی
تحقیقی در آثار ریاضی ابوریحان بیرونی (تحریری نوین از بیرونی‌نامه) کتابی از ابوالقاسم قربانی است که در سال ۱۳۷۴ منتشر و در مراسم کتاب سال جمهوری اسلامی ایران به‌عنوان کتاب برگزیده معرفی شد.